# Дидда
Дидда — правительница Кашмира с 980 года н. э. по 1003 год.

## Общие сведения
Вначале правила как регент при сыне Абхиманью. Она стала регентом после смерти мужа, раджи Кшемагупта. Она быстро стала очень влиятельной женщиной.
Дидда была умной, красивой и безжалостной женщиной.
Через некоторое время она стала править самостоятельно. Дидда была хорошим правителем.
Впоследствии, она передала престол своему племяннику Санграмарадже, который основал династию Лохара, правившую Кашмиром до мусульманского завоевания.